# Izak Van Heerden

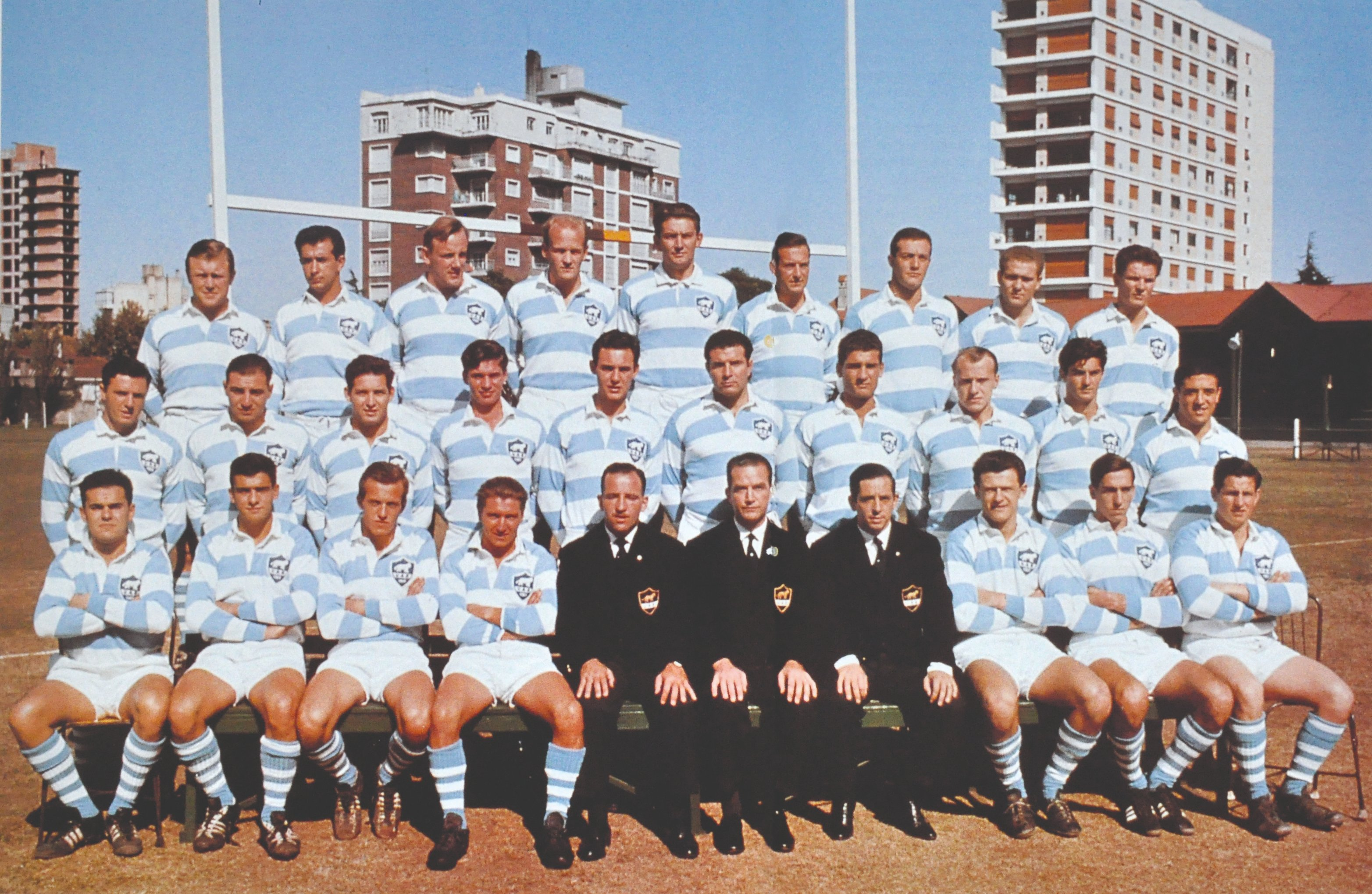
Van Heerden (con traje, el del medio), 1965.

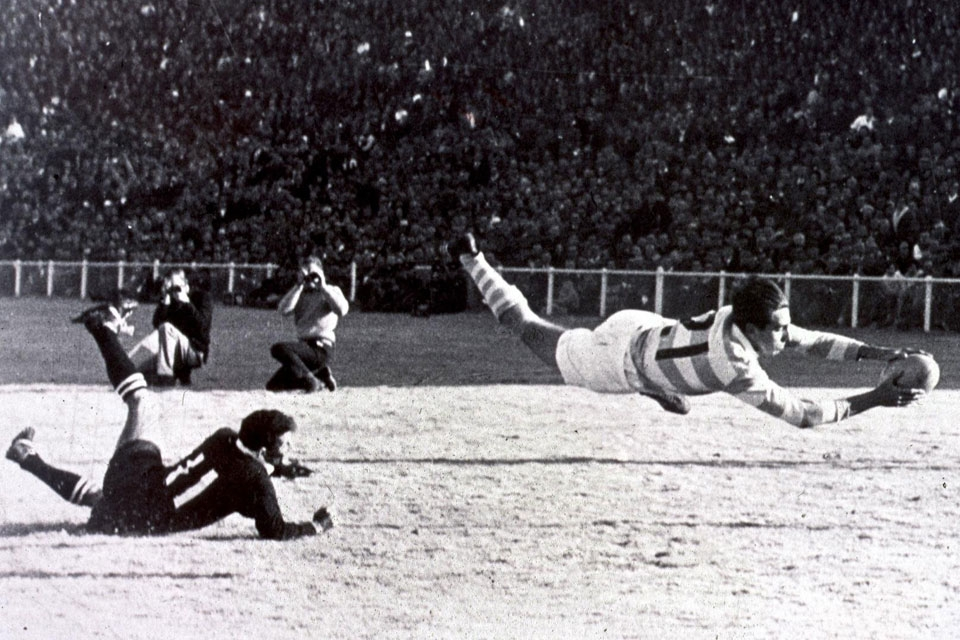
Marcelo Pascual anota el histórico try.

Izak Van Heerden (Durban, agosto de 1910 – junio de 1973) fue un profesor, jugador y entrenador sudafricano de rugby que se desempeñó como octavo.
Fue entrenador de los Springboks de 1962 a 1963 y de los Pumas de 1964 a 1965, a él se le atribuye haber implementado el "tight loose" en el juego de los argentinos y su posterior éxito en la gira de 1965.

## Biografía
Jugó en los Natal Sharks desde su debut en 1929 hasta su retiro obligado en 1939, ese año se jugó la última Currie Cup debido al estallido de la Segunda Guerra Mundial. Van Heerden sirvió en la Campaña en África del Norte donde fue capturado por las Afrika Korps y hecho prisionero.
Luego de la guerra fue entrenador de los Natal Sharks, puesto que obtuvo por su buen desempeño como entrenador de la Durban High School; donde enseñaba afrikáans ya que era profesor recibido de la Universidad de KwaZulu-Natal.
En Argentina aprendió a hablar español con cierta fluidez, cuando regresó a Durban continuó ejerciendo su profesión hasta su muerte en 1973. Dejó de existir producto de un infarto de miocardio y fue encontrado desvanecido en un aula de la escuela donde trabajaba.

## Selección nacional
En 1962 aceptó el puesto de entrenador de los Springboks para enfrentar a los British and Irish Lions. Tras empatar en el primer partido, dos victorias por la mínima y un triunfo por 20 puntos, los africanos ganaron la gira 3–0.
En 1963 obtuvo un criticado empate contra los Wallabies en su visita, fue su último mando. En total Van Heerden dirigió a los Springboks en 8 partidos: logrando 5 victorias, 2 derrotas y 1 empate para una efectividad del 63%.

### Argentina
Llegó al seleccionado sudamericano en 1964, sus asistentes fueron Ángel Guastella y Alberto Camardón. Nombró a Aitor Otaño capitán del seleccionado y ganó el Torneo Sudamericano con gran ventaja, tras esto de él surgió la idea de realizar un gira por Sudáfrica que un incrédulo Danie Craven aprobó tras la insistencia de Van Heerden.
Tras la histórica gira por Sudáfrica donde el seleccionado venció a los Emerging Springboks y se ganó el apodo de Pumas, el entrenador extranjero se quedó en su país y Guastella fue nombrado su reemplazante, en 1965.

## Palmarés
- Campeón del Sudamericano de Rugby A de 1964.